# Fabiola Ramos
Fabiola Ramos (15 de septiembre de 1977) es una deportista venezolana de la especialidad de tenis de mesa quien fue campeona de Centroamérica y del Caribe en Mayagüez 2010. Y campeona suramericana en Medellín 2010.

## Trayectoria
La trayectoria deportiva de Fabiola Ramos se identifica por su participación en los siguientes eventos nacionales e internacionales:

### Juegos Suramericanos
Fue reconocido su desempeño como parte la selección de  Venezuela en los juegos de Medellín 2010. Siendo además la abanderada de la delegación en los Juegos del 2010.

#### Juegos Suramericanos de Medellín 2010
Su desempeño en la novena edición de los juegos, con un total de 3 medallas:

- , Medalla de oro: Dobles Mujeres
- , Medalla de plata: Tenis de Mesa Sencillos Mujeres
- , Medalla de bronce: Tenis de Mesa Equipo Mujeres

### Juegos Centroamericanos y del Caribe
Fue reconocido su triunfo de ser la deportista de tenis de mesa con el mayor número de medallas de la selección de  Venezuela 
en los juegos de Mayagüez 2010.

#### Juegos Centroamericanos y del Caribe de Mayagüez 2010
Su desempeño en la vigésima primera edición de los juegos, se identificó por ser la primera deportista de tenis de mesa con el mayor número de medallas entre todos los participantes del evento, con un total de 4 medallas:

- , Medalla de oro: Dobles
- , Medalla de plata: Equipos
- , Medalla de bronce: Mixto
- , Medalla de bronce: Individual